# 全球移动互联网大会
全球移动互联网大会（英語：Global Mobile Internet Conference，简称GMIC）是由基于北京长城会（英語：Great Wall Club，简称GWC）每年所举办的亚洲区最有影响力的移动互联网大会，侧重移动互联网行业里的新兴创新和竞争。
它始于2009年。2013GMIC大会于2013年10月22日到23日在旧金山 Moscone 中心举办。其主要意图是增强全球移动互联网执行管之间的合作和机遇。全球移动互联网大会有三大吸引特色：主舞台，G-Startup竞争和appSpace。自始，GMIC大会在北京, 旧金山举办。